# IC 1594
IC 1594 ist eine Balken-Spiralgalaxie vom Hubble-Typ Sb im Sternbild Phönix am Südsternhimmel. Sie ist schätzungsweise 368 Millionen Lichtjahre von der Milchstraße entfernt.
Das Objekt wurde im Jahr 1899 von DeLisle Stewart entdeckt.